# Midway (Utah)
Midway és una població dels Estats Units a l'estat de Utah. Segons el cens del 2000 tenia 2.121 habitants.

## Demografia
Segons el cens del 2000, Midway tenia 2.121 habitants, 687 habitatges, i 550 famílies. La densitat de població era de 244,5 habitants per km².
Dels 687 habitatges en un 43,2% hi vivien nens de menys de 18 anys, en un 71% hi vivien parelles casades, en un 6,4% dones solteres, i en un 19,9% no eren unitats familiars. En el 18% dels habitatges hi vivien persones soles el 5,8% de les quals corresponia a persones de 65 anys o més que vivien soles. El nombre mitjà de persones vivint en cada habitatge era de 3,09 i el nombre mitjà de persones que vivien en cada família era de 3,53.
Per edats la població es repartia de la següent manera: un 33,5% tenia menys de 18 anys, un 9,9% entre 18 i 24, un 25,8% entre 25 i 44, un 21,7% de 45 a 60 i un 9% 65 anys o més.
L'edat mediana era de 31 anys. Per cada 100 dones de 18 o més anys hi havia 98,6 homes.
La renda mediana per habitatge era de 51.071 $ i la renda mediana per família de 55.809 $. Els homes tenien una renda mediana de 40.870 $ mentre que les dones 25.682 $. La renda per capita de la població era de 22.551 $. Entorn del 3,4% de les famílies i el 5,2% de la població estaven per davall del llindar de pobresa.

## Poblacions més properes
El següent diagrama mostra les poblacions més properes.